# Touizgui
Touizgui ist eine marokkanische Kleinstadt und Kommune in der Provinz Assa-Zag, Guelmim-Oued Noun.
Die Kommune liegt etwa 36 km südöstlich von Assa und hat 2024 knapp 6800 Einwohner. Die meisten Einwohner von Touizgui sind zeitweise sesshafte Beduinen, die von Tierhaltung und Landwirtschaft leben. Seit 2018 richtet die Kommune und die Fondation Touizgui pour le développement, la culture et la protection du patrimoine (Stiftung für Entwicklung, Kultur und Schutz des kulturellen Erbes) das Festival International Touizgui des Nomandes aus.